# Stadio Silvio Piola (Vercelli)
Das Stadio Silvio Piola ist ein Fußballstadion in der italienischen Stadt Vercelli in der gleichnamigen Provinz der Region Piemont. Die sportliche Heimat der US Pro Vercelli bietet den Besuchern 8.000 Plätze. Von 2006 bis zu seiner Auflösung 2010 war auch der Verein AS Pro Belvedere Vercelli im Stadion ansässig.

## Geschichte
Bei der Einweihung 1932 trug das Stadion den Namen Stadio Leonida Robbiano. Robbiano war ein italienischer Militärpilot; der am 11. April 1933 fiel. Seit 1997 ist es nach dem, 1996 verstorbenen, italienischen Fußballspieler Silvio Piola benannt. Der Stürmer bestritt in seiner 25-jährigen Karriere (1929–1954) insgesamt 537 Ligaspiele und erzielte dabei 338 Tore.
Die Spielstätte liegt in der Stadt inmitten von Wohnhäusern. Bestimmt wird das Bild der Anlage von der überdachten und mit Sitzplätzen ausgestatteten Haupttribüne. Um das Spielfeld verlaufen gestufte Stehplatzränge; die durch eine hohe Umzäunung von der Rasenfläche abgetrennt ist. Da die Haupttribüne etwas nach hinten versetzt liegt; befinden sich auf Betonstufen weitere Stehplätze. Im Sommer 2007 beschädigte ein Sturm ein Teil der Tribünen; bis zum Saisonstart 2007/08 wurde dies aber wieder behoben. In den Sommermonaten 2009 und 2010 wurden die Tribünenbereiche für die Gästefans erneuert. 
Im Juni 2011 beschlossen der Verein US Pro Vercelli und die Stadt einvernehmlich, mit Unterstützung des Bürgermeisters Andrea Corsaro, die Renovierung des Stadio Silvio Piola. So sollen u. a. die 1.070 Sitze der Haupttribüne erneuert und ein Kunstrasen auf dem Spielfeld verlegt werden. Die Arbeiten sollen noch vor Beginn der Saison 2011/12 abgeschlossen sein.